# Shriya Kishore
Shriya Kishore (sinh ngày 12 tháng 5 năm 1986) là một nữ hoàng sắc đẹp. Cô là đại diện của Ấn Độ tại cuộc thi Hoa hậu Trái Đất 2009.

## Tiểu sử
Shriya sinh ra ở Nirupama và Colonel Sanjay Kishore. Cô học ở Trường Lawrence ở Udhagamandalam.
Cô tốt nghiệp Khoa Cử nhân Quản lý khách sạn (BHM) từ Trường Đại học Quản trị khách sạn Welcomgroup (WGHSA) tại Đại học Manipal tại Manipal, Karnataka, Ấn Độ vào năm 2008. Trước đó, cô gia nhập WGSHA vào năm 2004 với tư cách là sinh viên khóa 19 của trường.
Cô có một em trai tên là Divij Kishore, một luật sư của công ty luật hàng đầu tại Mumbai.

## Các cuộc thi sắc đẹp

### Hoa hậu Ấn Độ 2009
Shriya tham gia cuộc thi Hoa hậu Ấn Độ 2009 và được trao danh hiệu Hoa hậu Trái Đất Ấn Độ 2009 bởi Tanvi Vyas. Đây là cuộc thi sắc đẹp sẽ chọn ra đại diện cho quốc gia này tại các cuộc thi Hoa hậu Thế giới, Hoa hậu Hoàn vũ và Hoa hậu Trái Đất. Cô giành chiến thắng cùng với Hoa hậu Hoàn vũ Ấn Độ 2009 Ekta Choudhary, Hoa hậu Thế giới Ấn Độ 2009 Pooja Chopra.

### Hoa hậu Trái Đất 2009
Với danh hiệu của mình, Shriya đại diện cho quê hương tại cuộc thi Hoa hậu Trái Đất 2009 được tổ chức tại Philippines. Cô lọt vào Top 16. Người giành được danh hiệu cao nhất là cô Larissa Ramos đến từ Brazil.